# Ченково
45°20′ пн. ш. 18°06′ сх. д. / 45.33° пн. ш. 18.10° сх. д.
Ченково (хорв. Čenkovo) — населений пункт у Хорватії, в Осієцько-Баранській жупанії у складі громади Леванська Варош.

## Населення
Населення за даними перепису 2011 року становило 0 осіб.
Динаміка чисельності населення поселення:

## Клімат
Середня річна температура становить 10,77 °C, середня максимальна – 25,09 °C, а середня мінімальна – -6,16 °C. Середня річна кількість опадів – 757 мм.
| Клімат поселення                              | Клімат поселення | Клімат поселення | Клімат поселення | Клімат поселення | Клімат поселення | Клімат поселення | Клімат поселення | Клімат поселення | Клімат поселення | Клімат поселення | Клімат поселення | Клімат поселення | Клімат поселення |
| Показник                                      | Січ.             | Лют.             | Бер.             | Квіт.            | Трав.            | Черв.            | Лип.             | Серп.            | Вер.             | Жовт.            | Лист.            | Груд.            |                  |
| Середній максимум, °C                         | 6,26             | 8,22             | 12,66            | 17,08            | 22,06            | 25,09            | 24,90            | 24,41            | 20,40            | 15,15            | 9,32             | 5,40             |                  |
| Середня температура, °C                       | 0,05             | 2,01             | 6,44             | 10,86            | 15,84            | 18,88            | 20,82            | 20,33            | 16,33            | 11,06            | 5,24             | 1,32             |                  |
| Середній мінімум, °C                          | −6,16            | −4,2             | 0,24             | 4,66             | 9,62             | 12,66            | 16,75            | 16,26            | 12,25            | 6,98             | 1,15             | −2,77            |                  |
| Норма опадів, мм                              | 48               | 47               | 46               | 57               | 71               | 98               | 67               | 64               | 54               | 67               | 76               | 62               |                  |
| Середньомісячна швидкість вітру, м/с          | 2.07             | 2.32             | 2.60             | 2.52             | 2.24             | 2.08             | 2.00             | 1.88             | 1.87             | 1.94             | 2.05             | 2.13             |                  |
| Середньомісячна сонячна радіація, кДж/м²·день | 4277             | 7014             | 10844            | 15241            | 19078            | 21132            | 22180            | 20259            | 14943            | 9295             | 4919             | 3615             |                  |
| --------------------------------------------- | ---------------- | ---------------- | ---------------- | ---------------- | ---------------- | ---------------- | ---------------- | ---------------- | ---------------- | ---------------- | ---------------- | ---------------- | ---------------- |
| Джерело:                                      |                  |                  |                  |                  |                  |                  |                  |                  |                  |                  |                  |                  |                  |